# Thuế gián thu
Thuế gián thu (Indirect tax) là loại thuế mà người nộp thuế không phải là người chịu thuế. Thuế gián thu là hình thức thuế gián tiếp qua một đơn vị trung gian (thường là các doanh nghiệp) để đánh vào người tiêu dùng. Thuế gián thu là thuế mà người chịu thuế và người nộp thuế không cùng là một. Chẳng hạn, chính phủ đánh thuế vào công ty (công ty nộp thuế) và công ty lại chuyển thuế này vào chi phí tính vào giá hàng hóa và dịch vụ, do vậy đối tượng chịu thuế là người tiêu dùng cuối cùng.
Ngoài ra, vì thuế được cộng vào giá bán hàng hóa, dịch vụ nên nó ảnh hưởng trực tiếp đến giá cả thị trường, nói cách khác do tính gián thu nên loại thuế này có tác dụng điều tiết tiêu dùng của xã hội.
Ví dụ thuế gián thu:
Ví dụ 1: Khi mua hàng trong siêu thị, cửa hàng tiện lợi... bạn sẽ nhận được hóa đơn, ở phần cuối hóa đơn lúc nào cũng có thông tin về thuế GTGT, tùy vào sản phẩm sẽ có mức đánh thuế khác nhau (0%, 5%, 10%). Đó chính là phần thuế gián thu mà bạn phải đóng khi mua hàng hóa, dịch vụ.
Ví dụ 2: Công ty X nhập khẩu nước hoa Pháp về Việt Nam. Thuế nhập khẩu được trả bởi công ty X tại thời điểm nước hoa vào nước ta. Công ty X tiếp tục bán lại nước hoa cho người tiêu dùng, thì thuế gián thu được ẩn trong giá mà người tiêu dùng phải trả. Người tiêu dùng có thể không biết về điều này, nhưng dù sao họ cũng sẽ gián tiếp trả thuế nhập khẩu.

## Các loại Thuế gián thu
- Thuế doanh thu
- Thuế giá trị gia tăng
- Thuế tiêu thụ đặc biệt
- Thuế xuất nhập khẩu
- Thuế bảo vệ môi trường
- Thuế tài nguyên
- Thuế môn bài

## Đặc điểm
- Thuế này dễ thu hơn thuế trực thu vì tránh được quan hệ trực tiếp giữa người chịu thuế (người tiêu dùng) với cơ quan thu thuế.
- Thuế này dễ điều chỉnh hơn thuế trực thu vì những người chịu thuế thường không cảm nhận đầy đủ gánh nặng của loại thuế này.
- Thuế này ảnh hưởng trực tiếp đến giá cả thị trường vì được cộng vào giá bán hàng hóa dịch vụ.